# Série des normes ISO 9000
 (février 2023).
ISO 9000 désigne un ensemble de normes relatives au management de la qualité publiées par l'Organisation internationale de normalisation (ISO).
Actuellement, la série 9000 est constituée de :
- ISO 9000:2015[n 1] : systèmes de management de la qualité - principes essentiels et vocabulaire ;
- ISO 9001:2015 : systèmes de management de la qualité - exigences ;
- ISO 9004:2018 : systèmes de management de la qualité - lignes directrices pour l'amélioration des performances.

La reproduction des normes ISO 9000 n'est pas autorisée à titre gratuit.
Seule la norme ISO 9001 peut servir de base à un audit ou tout autre type de certification. Les deux autres ne peuvent pas être utilisé à ces fins. Des sociétés d'audit et de certification proposent des prestations aux organismes qui le souhaitent. Ces derniers peuvent alors faire état d'un certificat de conformité à ISO 9001.

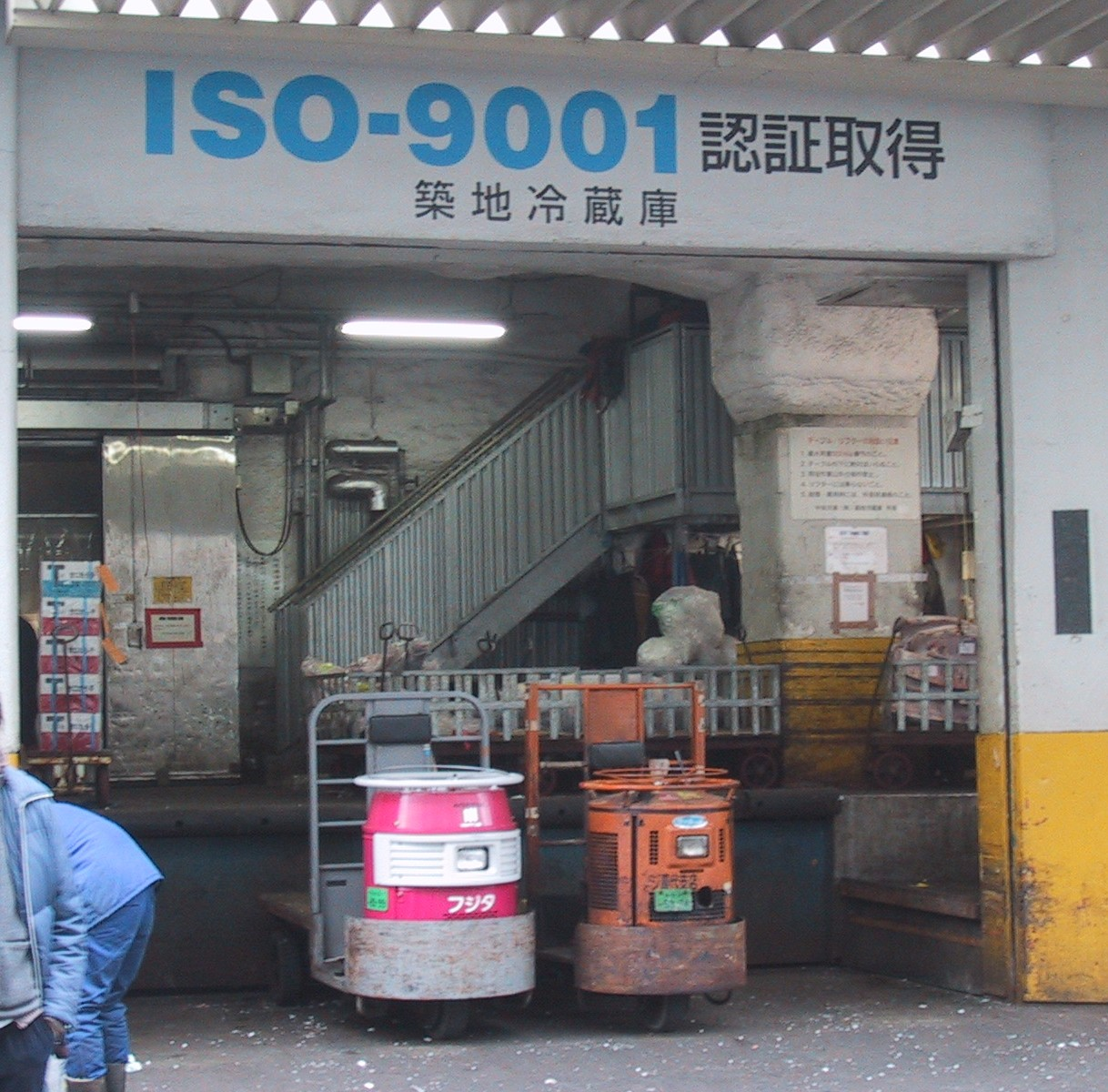
Certification ISO 9001 d'un grossiste de poissons au marché de poissons de Tsukiji à Tōkyō.

## Historique
Depuis 1987, l’ISO, l’Organisation internationale de normalisation, publie la norme de référence en matière de système qualité, l’ISO 9001 « Systèmes de management de la qualité – Exigences ». Cette norme élaborée par le sous-comité 2 du comité technique 176 de l’ISO (ISO/TC176/SC2) propose des exigences à respecter pour les organismes souhaitant se donner de plus grandes opportunités pour satisfaire leur client et leur fournir en permanence des produits ou services conformes.
En 2000, la série de normes ISO 9000 a subi une importante refonte visant à simplifier leur application et à les orienter sur le principe de management par les processus.
- l'ISO 8402 « Management de la qualité et assurance de la qualité — Vocabulaire » est intégrée dans l'ISO 9000:2000 qui la remplace.
- les normes ISO 9001, 9002 et 9003 sont remplacées par la version unique de la norme ISO 9001:2000.
- les normes ISO 9004-1, 9004-2, 9004-3 et 9004-4 sont remplacées par l'unique ISO 9004:2000.

En 2002, la norme ISO 19011 apparaît et remplace les normes ISO 10011-1, 10011-2 et 10011-3 ainsi que les ISO 14010, 14011, 14012. Elle fournit les lignes directrices pour l'audit des systèmes de management de la qualité et de management environnemental.
En 2008, puis 2015, la norme ISO 9001 est révisée.
La nouvelle version de 2015, remanie le référentiel dont la dernière révision datait de 2008, pour l’adapter aux défis du contexte économique actuel.

## Normes sectorielles basées sur ISO 9001
La norme ISO 9001 est une norme de système de management générique. Cela signifie qu’elle s’applique par défaut « aux secteurs économiques, aux différents types et tailles d'organisations et aux diverses langues, conditions géographiques, culturelles et sociales » selon la définition de l’ISO ().
Les entreprises de toute nature (industrie, services, prestations intellectuelles, administrations...) et de toute taille (TPE, PME, grands groupes) peuvent utiliser la norme ISO 9001, éventuellement en conjonction avec les lignes directrices de la norme ISO 9004. En effet les exigences de la norme portent essentiellement sur le QUOI (ce qui doit être fait) en laissant le COMMENT (les façons de les mettre en œuvre) à la discrétion de l'entreprise (l'organisme selon la terminologie de la norme).
Par opposition, il existe un certain nombre de normes dites sectorielles, basées sur l'ISO 9001 et spécifiques à un secteur d'activité ou à un produit. 
- EN 9100 : Systèmes de Management de la Qualité - Exigences pour les Organismes de l'Aéronautique, l'Espace et la Défense.
- ISO 13485 : Dispositifs médicaux — Systèmes de management de la qualité — Exigences à des fins réglementaires.
- ISO/TS 16949 : Systèmes de management de la qualité pour la production de série et de pièces de rechange dans l’industrie automobile
- ISO 19443 : Systèmes de management de la qualité — Exigences spécifiques pour l'application de l'ISO 9001:2015 par les organisations de la chaîne d'approvisionnement du secteur de l'énergie nucléaire fournissant des produits ou services importants pour la sûreté nucléaire (IPSN).
- ISO/TS 22163 : Système de management de la qualité — Exigences  liées au système de management de l'activité à destination des organismes ferroviaires: ISO 9001:2015 et exigences particulières concernant les applications dans le secteur ferroviaire.

## Accréditation et certification
En France, un comité national, le Comité français d'accréditation (Cofrac), surveille l'activité les organismes certificateurs opérant sur le territoire national et leur accorde l'accréditation. Ainsi, ces derniers peuvent certifier les entreprises selon les normes de système de management auxquelles elles souscrivent.
L'accréditation des organismes certificateurs permet de garantir la qualité des certificats et la reconnaissance internationale de la certification.

### Organismes certificateurs
En France, le Cofrac fournit la liste des organismes de certification qu'il accrédite pour la certification des systèmes qualité. Cette liste comprend notamment l'AFAQ-AFNOR Certification (Association Française pour l'Assurance de la Qualité), le Bureau Veritas Certification, Dekra Certification, Det Norske Veritas Certification France, DQS, Écocert, société générale de surveillance et l'Union technique de l'automobile, du motocycle et du cycle.